# Dolichopeza thiasus
Dolichopeza thiasus är en tvåvingeart som beskrevs av Alexander 1971. Dolichopeza thiasus ingår i släktet Dolichopeza och familjen storharkrankar. Inga underarter finns listade i Catalogue of Life.